# Aleksandar Vučo
Aleksandar Vučo (en serbe cyrillique : Александар Вучо), né le 25 septembre 1897 à Belgrade et mort le 21 juillet 1985 à Belgrade, était un poète et un romancier serbe appartenant au mouvement surréaliste. Le prix NIN du meilleur roman lui a été attribué en 1957 pour Mrtve javke.

## Œuvres
Poésie
- Humor Zaspalo, 1930.
- Nemenikuće, 1932.
- Ćirilo i Metodije (« Cyrille et Méthode »), 1932.
- Podvizi družine - Pet petlića, 1933.
- Marija Ručara, avec Dušan Matić, 1935.
- Mastodonti, 1951.
- Alge, 1968.
- Nepovrat Humora Zaspalog, 1978.

Romans
- Koren vida, 1928.
- Gluho doba, 1940.
- Raspust, 1954.
- Mrtve javke, 1957.
- Zasluge, 1966.
- La trilogie Omame
  - Omame, 1973.
  - I tako, dalje Omame, 1976.
  - Omame, kraj, 1980.